# Александър Папанчев
Александър Божилов Папанчев е български юрист, председател на ВКС на България (1946 – 1948).

## Биография
Роден е на 21 март 1887 г. Завършва Военното училище в София през 1906 г.
Следващата година се уволнява от армията. Участва в Балканската, Междусъюзническата и Първата световна война като капитан. Има чин капитан от 1917 г.
Завършва право в Женевския университет и „Френска филология“ във Франция.
Автор на книгата „Едно престъпно царуване. Фердинанд I, цар на българите“ (1923).
Работи като адвокат, съдия в Ломския окръжен съд, подпредседател на Висшия адвокатски съвет. Председател е на Върховния касационен съд на България от 1946 до 1948 г.
Заместник-председател е на Лигата за правата на човека в България. Член е на Софийския адвокатски съвет от 1952 до 1958 г. Умира в София през 1963 г.